# Шелехово (Одесская область)
Шелехово́ (укр. Шелехове) — село, относится к Ананьевскому району Одесской области Украины.
Население по переписи 2001 года составляло 693 человека. Почтовый индекс — 66431. Телефонный код — 4863. Занимает площадь 2,31 км². Код КОАТУУ — 5120282803.